# フィリス・ジョンソン
フィリス・ジョンソン（Phyllis Wyatt Johnson、1886年 - 1967年2月2日）は、イギリス出身のフィギュアスケート選手。1908年ロンドンオリンピックペア銀メダリスト、1920年アントワープオリンピックペア銅メダリスト。1909年、1912年世界フィギュアスケート選手権ペアチャンピオン。パートナーはジェームズ・ヘンリー・ジョンソンとベージル・ウィリアムズ。

## 経歴
- 1908年ロンドンオリンピックでジェームズ・ヘンリー・ジョンソンとペアを組み銀メダルを獲得。
- 1909年、1912年世界フィギュアスケート選手権ペアで優勝。
- 1920年アントワープオリンピックでベージル・ウィリアムズとペアを組み銅メダルを獲得。
- 1967年2月2日死去。

## 主な戦績

### 女子シングル
| 大会/年    | 1911-12 | 1912-13 | 1913-14 |
| ---------- | ------- | ------- | ------- |
| 世界選手権 | 3       | 2       | 3       |

### ペア
| 大会/年      | 1908-09 | 1909-10 | 1911-12 | 1919-20 |
| ------------ | ------- | ------- | ------- | ------- |
| オリンピック | 2       |         |         | 3       |
| 世界選手権   | 1       | 3       | 1       |         |

1920年以前はジェームズ・ヘンリー・ジョンソンとのペア。
1920年はベージル・ウィリアムズとのペア。